# Petr Veselý (fotbalista)
Petr Veselý (* 7. června 1971) je bývalý fotbalový obránce, reprezentant.

## Fotbalová kariéra
S fotbalem začínal v PS Přerov, odkud v dorostu přestoupil do FC Baník Ostrava. Po vojně v Hradci Králové se vrátil a v Baníku Ostrava hrál do roku 1995. V letech 1996–1998 hrál za Petru Drnovice. V letech 1999–2001 hrál opět za Baník Ostrava. V roce 2002 odešel do řeckého Ethnikos Patraikos. V roce 2002–2003 hrál za slovenský ŠK Slovan Bratislava. Kariéru končil v letech 2004–2006 v týmu FC Hlučín.
V československé a české lize dohromady odehrál 294 utkání a dal 17 gólů.

## Ligová bilance
| Ročník                                     | Zápasy | Góly | Klub                 |
| ------------------------------------------ | ------ | ---- | -------------------- |
| 1. československá fotbalová liga 1990/1991 | 22     | 2    | SKP Hradec Králové   |
| 1. československá fotbalová liga 1991/1992 | 15     | 1    | SKP Hradec Králové   |
| 1. československá fotbalová liga 1991/1992 | 13     | 0    | FC Baník Ostrava     |
| 1. československá fotbalová liga 1992/1993 | 25     | 1    | FC Baník Ostrava     |
| 1. česká fotbalová liga 1993/1994          | 26     | 3    | FC Baník Ostrava     |
| 1. česká fotbalová liga 1994/1995          | 24     | 0    | FC Baník Ostrava     |
| 1. česká fotbalová liga 1995/1996          | 14     | 1    | FC Baník Ostrava     |
| 1. česká fotbalová liga 1995/1996          | 15     | 2    | FC Petra Drnovice    |
| 1. česká fotbalová liga 1996/1997          | 25     | 0    | FC Petra Drnovice    |
| Gambrinus liga 1997/1998                   | 25     | 1    | FC Petra Drnovice    |
| Gambrinus liga 1998/1999                   | 15     | 1    | FC Petra Drnovice    |
| Gambrinus liga 1998/1999                   | 14     | 0    | FC Baník Ostrava     |
| Gambrinus liga 1999/2000                   | 25     | 4    | FC Baník Ostrava     |
| Gambrinus liga 2000/2001                   | 22     | 1    | FC Baník Ostrava     |
| Gambrinus liga 2001/2002                   | 14     | 0    | FC Baník Ostrava     |
| Řecká Superliga 2001/2002                  | 6      | 0    | Ethnikos Patraikos   |
| 1. slovenská fotbalová liga 2002/2003      | 9      | 0    | ŠK Slovan Bratislava |
| CELKEM                                     | 309    | 17   |                      |